# Tarnopol (Polska)
Tarnopol (wymowa miejscowa Tarnapol - z akcentem na ostatnią sylabę) – wieś w Polsce, położona w województwie podlaskim, w powiecie hajnowskim, w gminie Narewka.
| SIMC    | Nazwa      | Rodzaj     |
| ------- | ---------- | ---------- |
| 0037339 | Kruhlik    | przysiółek |
| 0037345 | Ludwinowo  | przysiółek |
| 0037351 | Mostki     | przysiółek |
| 0037368 | Połymie    | przysiółek |
| 0037374 | Smolnica   | przysiółek |
| 0037380 | Stary Dwór | przysiółek |

W latach 1975–1998 wieś administracyjnie należała do województwa białostockiego.
Dużą część mieszkańców stanowią polscy Białorusini i wyznawcy prawosławia.
Za II RP istniała wiejska gmina Tarnopol w powiecie wołkowyskim. 
14 września 1941 wieś licząca 50 gospodarstw została spacyfikowana przez Niemców. Mieszkańcy zostali wysiedleni a wieś doszczętnie spalona.
Prawosławni mieszkańcy wsi należą do parafii św. Jerzego w Siemianówce, a wierni kościoła rzymskokatolickiego do parafii św. Jana Chrzciciela w Narewce.

## Przypisy

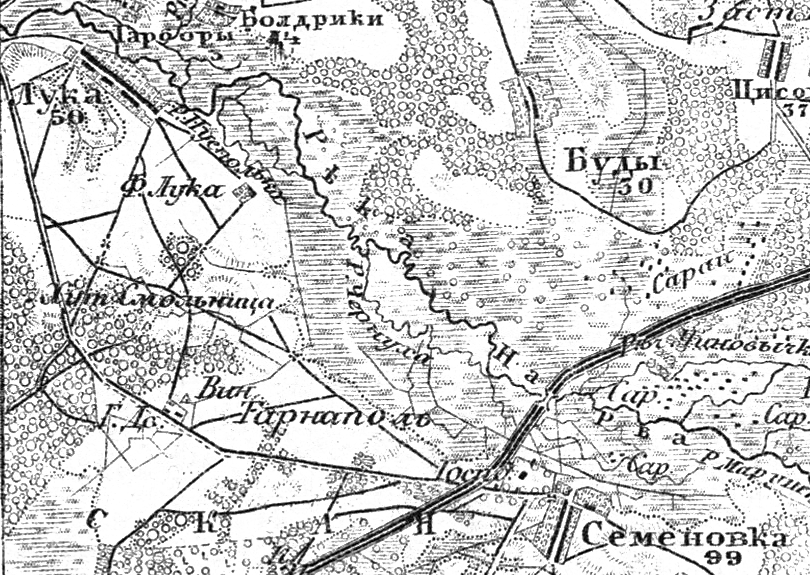
Wieś Tarnopol (oznaczona jako Тарнаполь) na starej rosyjskojęzycznej mapie.